# Warhammer 40,000: Dawn of War (spelserie)
Warhammer 40,000: Dawn of War är en realtidsstrategispelserie till Windows, och som är baserat på samt utspelar sig i samma dystopiska, futuristiska och gotiska värld som figurspelet Warhammer 40,000 av Games Workshop. Datorspelsserien är utvecklad av Relic Entertainment och utgiven av THQ. 

## Dawn of War
I det första spelet så fokuserar kampanjberättelsen på Space Marine kapitlet Blood Ravens och spelaren får följa berättelsen om deras strider på planeten Tartarus. I multiplayerläget kan spelaren välja att spela som en av warhammerraserna; Space Marines, Chaos Space Marines, Eldar, Orks, Imperial Guard, Tau, Necron, Sisters of Battle och Dark Eldar.

### Expansioner
Under året 2005 så släpptes expansionen Winter Assault som utökar spelet med nya trupptyper till de befintliga fraktionerna i spelserien, och expansionen inkluderar även en helt ny fraktion, Imperial Guard. 
År 2006 så släpper Relic Entertainment och THQ en andra expansion kallad Dark Crusade, som utökar spelserien med två helt nya spelbara fraktioner (Tau Empire och Necron) samt en ytterligare utökning av trupptyper till de befintliga fraktionerna i spelserien. Med den andra expansionen så har utvecklarna ändrat viktiga element i spelets kampanjspel, istället för en synvinkel i en linjär berättelse, så kan spelaren spela alla fraktioner i kampanjen, och varje fraktion har en egen slutsekvens och en egen berättelse. Kampanjen i den andra expansionen har likheter med de klassiska Command and Conquer-spelens kampanjspel, där spelaren kunde välja vilka kartor som spelaren skulle spela på för att avancera i berättelsen. Den andra expansionen är ett fristående spel, som inte kräver att spelaren ska ha installerat originalspelet men spelaren kan däremot inte låsa upp och spela de övriga spelraserna i spelet, såvida inte spelaren har installerat både originalspelet samt den första expansionen. 
Den tredje och sista expansionen kallad Soulstorm har släppts till spelserien och precis som den föregående expansionen Dark Crusade så tillkommer två nya fraktioner (Sisters of Battle och Dark Eldar) samt ytterligare spelbara enheter till de befintliga grupperna i spelserien. I den här expansionen introduceras även flygande enheter för första gången i spelserien. Kampanjberättelsen i den tredje expansionen bygger vidare på det system som föregående expansion använde sig av.

## Dawn of War II
Efter flera expansioner offentliggjorde Relic Entertainment att en uppföljare, Warhammer 40,000: Dawn of War II, var under utveckling.

Spelet släpptes sedan i februari 2009.
I kampanjläget får spelaren än en gång spela som Blood Ravens, men denna gång i en kampanj som sträcker sig över ett helt planetsystem. Nytt för serien är att man i kampanjen inte längre bygger baser, utan spelaren får inför en strid bestämma sig för vilka grupper av soldater som denne vill ha med sig och vilken utrustning de ska ha. Under kampanjens gång kan spelaren hitta ny utrustning.
I multiplayerläget kan spelaren välja att spela som Space Marines, Eldar, Orks och Tyranids.